# Randolph (Nebraska)
Randolph – miasto w Stanach Zjednoczonych, w stanie Nebraska, w hrabstwie Cedar.